# Spanische Tennismeisterschaften
Die spanischen Tennismeisterschaften (im Original Campeonato de España de Tenis) waren ein jährlich, meist in wechselnden spanischen Städten ausgetragenes Tennisturnier um die besten spanischen Tennisspieler zu bestimmen. Es ist das älteste spanische Turnier.

## Geschichte
Im Vergleich zu anderen europäischen Nationen fand Spanien erst relativ spät den Weg zu Tennis, erst 1909 wurde mit der Real Federación Española de Tenis der spanische Tennisverband gegründet, der ein Jahr später, mehr als 30 Jahre nach der ersten Ausgabe in Wimbledon, die erste Ausgabe der spanischen Meisterschaften austrug. Anfangs umfassten diese einzig eine Konkurrenz im Herreneinzel. 1923 kam das Herrendoppel dazu; ab 1925 bekamen die Damen im Einzel und Doppel erstmals die Möglichkeit zu spielen. Das Mixed-Doppel wurde 1927 eingeführt, aber schon 1986 wieder eingestellt.
Nachdem immer weniger Topspieler am Turnier teilnahmen entschied der Verband das Turnier nach 2017 nicht mehr auszutragen.

## Siegerlisten

### Herreneinzel
| Jahr                | Austragungsort | Sieger                  | Finalgegner                       | Ergebnis                  |
| ------------------- | -------------- | ----------------------- | --------------------------------- | ------------------------- |
| 2017                | Granada        | Carlos Taberner         | Pedro Martínez                    | 6:4, 4:6, 6:1             |
| 2016                | Manacor        | Albert Ramos Viñolas    | Roberto Carballés Baena           | 3:6, 6:4, 6:1             |
| 2015                | Barcelona      | Steven Diez             | Jaume Munar                       | 6:4, 4:6, 6:4             |
| 2014                | Barcelona      | Daniel Muñoz de la Nava | Roberto Carballés Baena           | 4:6, 6:1, 7:64            |
| 2013                | Lleida         | Fernando Verdasco (3)   | Feliciano López                   | 6:7, 6:4, 7:6             |
| 2012                | Benicarló      | Pablo Andújar           | Albert Ramos Viñolas              | 6:3, 6:4                  |
| 2011                | Barcelona      | Albert Montañés         | Pere Riba                         | 6:4, 3:0 aufgg.           |
| 2010                | Albacete       | Daniel Monedero         | Miguel Ángel López Jaén           | 0:6, 6:3, 7:6             |
| 2009                | Sevilla        | David Marrero           | Íñigo Cervantes                   | 1:6, 6:2, 6:2             |
| 2008                | Barcelona      | Óscar Hernández         | Pablo Andújar                     | 6:2, 6:2                  |
| 2007                | Albacete       | Nicolás Almagro (2)     | Albert Portas                     | 6:1, 7:5                  |
| 2006                | Santander      | Nicolás Almagro (1)     | Rubén Ramírez Hidalgo             | 6:4, 6:4                  |
| 2005                | Logroño        | Fernando Verdasco (2)   | Javier Genaro                     | 6:1, 6:1                  |
| 2004                | Madrid         | Fernando Verdasco (1)   | Guillermo García                  | 6:3, 6:3                  |
| 2003                | Madrid         | Feliciano López         | Rafael Nadal                      | 6:4, 6:4                  |
| 2002                | Murcia         | Tommy Robredo           | Fernando Verdasco                 | 6:1, 6:3                  |
| 2001                | Menorca        | Àlex Corretja (3)       | Tommy Robredo                     | 7:5, 7:6                  |
| 2000                | Granada        | Àlex Corretja (2)       | Francisco Clavet                  | 6:3, 7:6                  |
| 1999                | Albacete       | Francisco Clavet (2)    | Juan Carlos Ferrero               | 6:3, 4:6, 6:3             |
| 1998                | Pamplona       | Àlex Corretja (1)       | gAlbert Costa                     | 6:4, 5:7, 6:2             |
| 1997                | A Coruña       | Alberto Berasategui     | Albert Costa                      | 6:0, 6:1                  |
| 1996                | Girona         | Carlos Moyá             | Tati Rascón                       | 7:6, 7:6                  |
| 1995                | Murcia         | Francisco Clavet (1)    | Juan Antonio Marín                | 6:2, 6:2                  |
| 1994                | Elche          | Tomás Carbonell         | Albert Costa                      | 6:3, 6:1                  |
| 1993                | Saragossa      | Javier Sánchez          | Tati Rascón                       | 6:3, 6:7, 6:1             |
| 1992                | Palma          | Carlos Costa (2)        | Francisco Clavet                  | 6:2, 6:0                  |
| 1991                | Madrid         | Carlos Costa (1)        | Sergi Bruguera                    | 6:4, 2:6, 6:3, 6:2        |
| 1990                | Barcelona      | Sergi Bruguera          | Emilio Sánchez                    | 6:2, 7:6, 6:4             |
| 1989                | Alicante       | Emilio Sánchez (5)      | Javier Sánchez                    | 6:3, 6:4                  |
| 1988                | Murcia         | Emilio Sánchez (4)      | Javier Sánchez                    | 7:5, 6:3, 6:3             |
| 1987                | Sevilla        | Fernando Luna (4)       | Sergio Casal                      | 6:1, 6:7, 6:2             |
| 1986                | Valencia       | Emilio Sánchez (3)      | Sergio Casal                      | 6:2, 6:2, 7:5             |
| 1985                | Granada        | Emilio Sánchez (2)      | Sergio Casal                      | 3:6, 6:4, 6:3, 6:3        |
| 1984                | Marbella       | Jorge Bardou            | Juan Avendaño                     | 6:0, 6:4, 6:2             |
| 1983                | Barcelona      | Emilio Sánchez (1)      | Juan Aguilera                     | 6:2, 7:6, 6:2             |
| 1982                | Tarragona      | Sergio Casal            | José López Maeso                  | 6:2, 6:1, 6:1             |
| 1981                | Avilés         | Fernando Luna (3)       | Antonio Giménez                   | 6:3, 6:4, 6:1             |
| 1980                | Madrid         | Fernando Luna (2)       | Roberto Vizcaíno                  | 9:7, 6:2, 6:1             |
| 1979                | Madrid         | Manuel Orantes (4)      | Antonio Muñoz                     | 6:4, 1:6, 6:4, 6:3        |
| 1978                | Elche          | José García             | José Herrera                      | 6:3, 6:4, 6:1             |
| 1977                | Barcelona      | Fernando Luna (1)       | Javier Soler                      | 9:7, 6:2, 6:1             |
| 1976                | Oviedo         | José Higueras (6)       | Juan Ignacio Muntañola            | 6:4, 1:6, 6:4, 6:3        |
| 1975                | Valencia       | Manuel Orantes (5)      | Antonio Muñoz                     | 7:5, 6:4                  |
| 1974                | Getxo          | Manuel Orantes (4)      | Antonio Muñoz                     | 6:0, 6:0, 6:0             |
| 1973                | Barcelona      | José Higueras           | Juan Gisbert                      | 6:3, 6:3, 4:6, 4:6, 6:3   |
| 1972                | Murcia         | Andrés Gimeno (3)       | Manuel Orantes                    | 4:6, 4:6, 7:5, 6:0, 6:0   |
| 1971                | Avilés         | Manuel Orantes (3)      | Juan Gisbert                      | 6:3, 10:8, 6:1            |
| 1970                | Madrid         | Manuel Orantes (2)      | Juan Gisbert                      | 7:5, 6:2, 6:3             |
| 1969                | Barcelona      | Manuel Santana (8)      | Manuel Orantes                    | 6:1, 6:1, 6:1             |
| 1968                | Barcelona      | Manuel Santana (7)      | Manuel Orantes                    | 6:4, 3:6, 6:2, 6:2        |
| 1967                | Murcia         | Manuel Orantes (1)      | José Luis Arilla                  | 6:1, 6:4, 6:3             |
| 1966                | Huelva         | Juan Manuel Couder (4)  | José María Gisbert                | 6:3, 6:1, 6:1             |
| 1965                | Barcelona      | Juan Manuel Couder (3)  | Juan Gisbert                      | 6:4, 6:1, 6:2             |
| 1964                | Barcelona      | Manuel Santana (6)      | Juan Manuel Couder                | 6:3, 6:2, 6:4             |
| 1963                | Barcelona      | Manuel Santana (5)      | Juan Manuel Couder                | 6:2, 8:6, 6:3             |
| 1962                | Valencia       | Manuel Santana (4)      | Juan Manuel Couder                | 6:2, 7:5, 6:2             |
| 1961                | Barcelona      | Manuel Santana (3)      | Juan Manuel Couder                | 6:3, 6:3, 6:3             |
| 1960                | Vigo           | Manuel Santana (2)      | José Luis Arilla                  | 6:1, 9:7, 8:6             |
| 1959                | Madrid         | Andrés Gimeno (2)       | Juan Manuel Couder                | 1:6, 6:4, 6:1, 6:3        |
| 1958                | Saragossa      | Manuel Santana (1)      | Juan Manuel Couder                | 6:8, 6:3, 6:4, 8:6        |
| 1957                | Getxo          | Andrés Gimeno (1)       | Juan Manuel Couder                | 5:7, 6:3, 6:1, 6:4        |
| 1956                | Sevilla        | Juan Manuel Couder (2)  | Andrés Gimeno                     | 6:4, 4:6, 6:4, 6:2        |
| 1955                | Barcelona      | Juan Manuel Couder (1)  | Andrés Gimeno                     | 2:6, 3:6, 6:1, 6:3 7:5    |
| 1954                | San Sebastián  | Emilio Martínez (2)     | José María Draper                 | 6:1, 6:1, 10:8            |
| 1953                | Alicante       | Carlos Ferrer           | Emilio Martínez                   | 6:1, 4:6, 9:11, 11:9, 6:3 |
| 1952                | Barcelona      | Fernando Olózaga        | Carlos Ferrer                     | 3:6, 9:7, 4:6, 6:3, 8:6   |
| 1951                | Santander      | Emilio Martínez (1)     | Carlos Ferrer                     | 2:6, 6:4, 6:1, 6:2        |
| 1950                | Oviedo         | Pedro Masip (7)         | Luis Carles                       | 6:2, 6:3, 6:1             |
| 1949                | Valencia       | Pedro Masip (6)         | Luis Carles                       | 6:2, 6:3, 6:4             |
| 1948                | Saragossa      | Pedro Masip (5)         | Mario Szawost                     | 6:4, 4:6, 6:1, 6:2        |
| 1947                | Getxo          | Pedro Masip (4)         | Mario Szawost                     | 6:4, 6:3, 6:1             |
| 1946                | Barcelona      | Pedro Masip (3)         | Luis Carles                       | 8:6, 6:3, 6:4             |
| 1945                | Madrid         | Pedro Masip (2)         | Pedro Castellá                    | 6:0, 2:6, 2:6, 7:5        |
| 1944                | Getxo          | Pedro Castellá (2)      | Luis Carles                       | 7:5, 6:8, 6:4, 6:4        |
| 1943                | Santander      | Pedro Castellá (1)      | Luis Carles                       | 6:0, 6:4, 1:6, 8:10, 6:4  |
| 1942                | Barcelona      | Luis Carles             | Jaime Bartrolí                    | 6:2, 7:5, 6:4             |
| 1941                | Barcelona      | Juan Manuel Blanc (2)   | Luis Carles                       | 6:1, 6:4, 6:8, 3:6, 6:4   |
| 1940                | San Sebastián  | Juan Manuel Blanc (1)   | Luis Carles                       | 6:4, 7:5, 6:1, 6:4        |
| 1937–1939: abgesagt |                |                         |                                   |                           |
| 1936                | Barcelona      | Pedro Masip (1)         | Francisco Sindreu                 | 6:1, 4:6, 6:4, 6:2        |
| 1935                | Barcelona      | Enrique Maier (7)       | Juan Manuel Blanc                 | 7:5, 2:6, 6:0, 6:1        |
| 1934                | Valencia       | Enrique Maier (6)       | Arturo Suqué                      | 6:1, 6:1, 7:5             |
| 1933                | Madrid         | Enrique Maier (5)       | Eduardo Flaquer                   | 7:5, 7:5, 6:2             |
| 1932                | Barcelona      | Enrique Maier (4)       | Antonio Juanico                   | 6:1, 6:1, 6:1             |
| 1931                | Barcelona      | Enrique Maier (3)       | Manuel Alonso                     | 6:4, 5:7, 7:9, 6:2, 6:1   |
| 1930                | Barcelona      | Enrique Maier (2)       | Francisco Sindreu                 | 6:3, 6:4, 6:3             |
| 1929                | Barcelona      | Enrique Maier (1)       | José Maria Tejada                 | 6:1, 6:2, 6:0             |
| 1928                | Barcelona      | Francisco Sindreu (2)   | Eduardo Flaquer                   | 6:3, 7:5, 6:4             |
| 1927                | Madrid         | Eduardo Flaquer (3)     | Raimundo Morales                  | 2:6, 6:1, 6:0, 6:2        |
| 1926                | Saragossa      | Francisco Sindreu (1)   | Eduardo Flaquer                   | 7:9, 6:4, 6:4, 6:3        |
| 1925                | Santander      | Raimundo Morales        | José Eduardo Olano                | 6:2, 6:4, 6:3             |
| 1924                | Huelva         | Eduardo Flaquer (2)     | Ricardo Saprissa                  | 6:4, 6:1, 6:2             |
| 1923                | Barcelona      | Eduardo Flaquer (1)     | Raimundo Morales                  | 3:6, 6:2, 6:0, 6:3        |
| 1922                | abgesagt       | abgesagt                | abgesagt                          | abgesagt                  |
| 1921                | Huelva         | Fleetwood Keighly Peach | John Howard Howell                | unbekannt                 |
| 1920                | Gijón          | Manuel Alonso (3)       | José Miguel Fernández de Liencres | 6:2, 6:4, 6:1             |
| 1919                | San Sebastián  | Manuel Alonso (2)       | Enrique de Satrústegui            | 2:6, 6:0, 6:3, 6:4        |
| 1918                | Barcelona      | Manuel de Gomar (3)     | Eduardo Flaquer                   | 3:6, 6:3, 6:2, 6:1        |
| 1917                | Bilbao         | Manuel de Gomar (2)     | Manuel Alonso                     | 6:3, 5:7, 7:5, 6:4        |
| 1916                | Madrid         | Manuel de Gomar (1)     | José María Alonso                 | 7:5, 6:4, 6:3             |
| 1915                | San Sebastián  | Manuel Alonso (1)       | Manuel de Gomar                   | 5:7, 6:2, 7:5, 4:6, 6:0   |
| 1914                | Barcelona      | José María Sagnier      | Vicente Marín                     | 6:4, 7:5, 1:6, 6:1        |
| 1913                | Madrid         | Vicente Marín           | José María Sagnier                | unbekannt                 |
| 1912                | San Sebastián  | José María Alonso       | Luis de Uhagón                    | 7:5, 3:6, 6:2, 6:4        |
| 1911                | Barcelona      | Luis de Uhagón (2)      | Ernest Witty                      | 6:3, 6:4, 6:3             |
| 1910                | Madrid         | Luis de Uhagón (1)      | Santiago Méndez Vigo              | 6:2, 6:2, 6:0             |